# Myriandra michauxii
Myriandra michauxii là một loài thực vật có hoa trong họ Bứa. Loài này được (Poir.) Spach mô tả khoa học đầu tiên năm 1836.